# Colgate Clock (New Jersey)
O Colgate Clock é um relógio octagonal, localizado em Jersey City, Nova Jérsei, Estados Unidos.
O Colgate Clock atual foi construído em 1924, para trocar um relógio menor com design pela empresa de cosméticos Colgate. 
Com seu grande tamanho, o relógio é visto do lado oeste de Manhattan.